# Parabatinga brevipes
Parabatinga brevipes là một loài nhện trong họ Ctenidae.
Loài này thuộc chi Parabatinga. Parabatinga brevipes được Eugen von Keyserling miêu tả năm 1891.